# FK Bečej
El FK Bečej Old Gold es un equipo de fútbol de Serbia que milita en la Međuopštinska liga Srbobran-Vrbas-Bečej, la sexta liga de fútbol más importante del país.
Fue fundado en el año 1920 en la ciudad de Bečej y fue de los primeros equipos en jugar en la Primera Liga de Yugoslavia tras la Separación en la Temporada 1992/93, jugando un total de 141 partidos en esa división desde la separación.
Ha tenido constantes cambios de categoría, hasta el punto que actualmente juega en las Divisiones Regionales de Serbia, en un camino hacia abajo que inició desde el año 2004. Nunca ha ganado un título de Liga ni tampoco conoce lo que es ganar un título de Copa.
A nivel internacional ha participado en 2 torneos continentales, donde nunca ha podido superar la Primera Ronda.

## Participación en competiciones de la UEFA
- Copa UEFA: 1 aparición

1997 - Ronda Preliminar
- Copa Intertoto: 1 aparición

1996 - Primera Ronda

## Jugadores destacados
- Dimitrije Injac
- Zsombor Kerekes
- Milorad Korać
- Radovan Krivokapić
- Siniša Mulina
- Atila Kasas